# La Negrita, el Milagro de Nuestra Señora de los Ángeles

 La Negrita: el milagro de Nuestra Señora de los Ángeles es un largometraje costarricense de 1985. La trama principal es una versión libre que gira alrededor del hallazgo de la imagen de Virgen de los Ángeles (Costa Rica) y de la mujer que la encontró. Fue producido y escrito por la costarricense Roxanna Bonilla-Giannini y dirigido por el estadounidense de origen mexicano Richard Yñiguez, con la actuación de ambos en los papeles principales. Tuvieron la colaboración del recordado Miguel Salguero, y participaron en cameos algunos personajes del memorable programa costumbrista El fogón de Doña Chinda. La cinta fue rodada en Costa Rica y en los Estados Unidos, en su mayoría grabada en una hacienda en Ciudad Colón (en la provincia de San José), donde se construyó un pequeño pueblo para la producción,  utilizándose mano de obra local, siendo incluso la mayoría de extras los vecinos de dicha ciudad. Aparte del mencionado lugar, para el paraje del hallazgo de la imagen de la Virgen de los Ángeles, se filmaron tomas en la selva tropical de Costa Rica.  También se decidió incluir a alguien de fama internacional, por lo que se contrató a Rafael Banquells, primerísimo actor de la llamada Época de Oro del Cine mexicano . Para la producción se usó equipo de filmación de 35 mm, traído especialmente para esta película de Estados Unidos a Costa Rica, colaborando en el rodaje, personal técnico extranjero y nacional.  La película tuvo un costo aproximado de 50.000 dólares y fue distribuida por Empire Productions. Se estrenó en 1985, en ocasión del 350 aniversario del hallazgo de la imagen. Después de exhibirse en el país, el filme fue llevado por los realizadores a Estados Unidos y lamentablemente no se exhibió más en Costa Rica.

## Argumento
Una joven pareja de turistas viaja de Estados Unidos a Costa Rica y visitan el santuario nacional de la Virgen de los Ángeles. Allí, la mujer cuenta al hombre la siguiente historia: en 1635, en las afueras del Cartago colonial y al lado de la selva, vive con su abuelo Julián, una humilde joven mujer mestiza llamada Juana, cuyos mejores amigos son los animales de la selva y la selva misma. Ellos viven pobremente recolectando leña para llevarla al pueblo. Allí, Juana conocerá al hijo del gobernador, el joven capitán español don Diego, con quien entablará una buena amistad y llevará a conocer su querida selva, donde le hará ver la bondad de los animales y la belleza de la naturaleza. Esta amistad, llegará a oídos del pueblo, y será mal vista para la época, por ser ella mestiza y pobre, y él un español de alto rango.
El viejo abuelito Julián le confiesa a su nieta, que quiere verla casada antes que él muera, esto, para que no quede ella sola; pero debía ser con alguien de su misma humilde casta social, por lo que también le pide que se aleje de don Diego. Juana le expresa a Julián su tristeza al oirlo hablar de su muerte, que tampoco se preocupe por ella que ya es feliz y que además no entiende el porque esas diferencias entre la gente.
La tranquilidad del pueblo se interrumpe repentinamente cuando una serie de eventos catastróficos lo azotan inesperadamente: mientras los parroquianos se encontraban en la iglesia escuchando la lectura de una feligrés, se da un fuerte terremoto, seguido de una erupción volcánica, la cual hará estragos en el poblado. Tras de eso, varios  lugareños caerán víctimas de un brote de rabia. Incluso se desatará una tormenta que hará caer la rama de un árbol sobre el abuelo Julián, dejándolo herido e inconsciente. Un aldeano, representando el dolor de todos, canta una súplica al cielo, y Juana valientemente auxiliará a todos sus prójimos, pidiendo también la ayuda de lo alto. Y será, en esos momentos de mayor abatimiento, que, sobre una piedra en la selva, una pequeña imagen negrita de la Virgen María con su Hijo en brazos, se dejará encontrar una y otra vez por la bondadosa Juana, y que al ser llevada por esta al pueblo, traerá el consuelo celestial que sus pobres habitantes tanto necesitaban. 
Luego, el párroco con su sacristana, el gobernador y los demás devotos lugareños, caen en cuenta sorprendidos que la imagen inexplicablemente desaparece del pueblo para regresar al lugar donde fue encontrada en la selva (allí, cerca de donde viven Juana y la gente despreciada), lugar al que presurosamente y en plena noche, se dirigen todos en procesión, a buscar a su pequeña Negrita. Al llegar a la piedra de hallazgo, Juana toma la imagen en medio de un gran resplandor, el cual ilumina a los emocionados aldeanos y cuyo reflejo llega hasta el lecho del querido abuelo Julián, quien en ese momento queda milagrosamente curado.
La mujer que cuenta el relato, termina diciendo que el cura del lugar dijo que se construiría una iglesia donde se dio el hallazgo, y que tanto negros, indígenas y blancos, pobres y ricos deberán vivir como hermanos, proclamando el 2 de agosto, día de la Virgen de los Ángeles.

## Reparto
| Actor                    | Personaje         |
| ------------------------ | ----------------- |
| Roxanna Bonilla-Giannini | Juana Pereira     |
| Richard Yñiguez          | Capitán don Diego |
| Rafael Banquells         | Abuelo Julián     |
| Rodolfo Araya            | Gobernador        |
| Ivette de Vives          | Sacristana        |
| María Mayela Padilla     | Feligresa         |
| Emeterio Viales          | Aldeano           |
| Álvaro Marenco           | Doctor            |
| Carmen Bunster           | Aldeana           |